# Tlapanec Indijanci
Tlapanec (Tlappanec, Yopi), indijanski narod na jugoistoku Chilpancinga u meksičkoj državi Guerrero, pretežno u općinama Atlixtac, Malinaltepec, Tlacoapa, i Zapotitlán Tablas. U državi Guerrero Tlapaneci čine 21% stanovništva, a jezično su najsrodniji plemenima Maribichicoa iz Salvadora i Subtiaba ili Maribio iz Nikaragve, s kojima pripadauju poroci Tlapanecan, velika porodica Hokan.
Tlapaneci su ratari koji se bace uzgojem kukuruza, graha i čilija, njihove glavne hrane, dok se meso jede tek u vrijeme fiesta
Tlapaneci su, usprkos rudimentarnim alatima, dobro poznati po visokoj kvaliteti svojih tesarskih proizvoda, a predmete od slame (šešire, hasure i slično) proizvode za prodaju. Žene su vješte u proivodnji pamuka i izradi pamučne odjeće.
O društvu se zna da je patrijarhalno i da je vrhovno tijelo vijeće poglavica. Vjera katolička.
Tlapaneci govore četiri tlapanec jezika, to su: tlacoapa, malinaltepec, azoyú i acatepec.

## Vanjske poveznice
- Tlapanecas  Arhivirana inačica izvorne stranice od 16. travnja 2009. (Wayback Machine)